# Elezioni presidenziali in Cile del 1931
Le elezioni presidenziali in Cile del 1931 si tennero il 4 ottobre. Esse videro la vittoria di Juan Esteban Montero del Partito Radicale del Cile, che divenne Presidente.

## Risultati
| Candidati                 | Partiti                     | Voti    | %     |
| ------------------------- | --------------------------- | ------- | ----- |
| Juan Esteban Montero      | Partito Radicale del Cile   | 182 177 | 63,74 |
| Arturo Alessandri Palma   | Partito Liberale            | 99 075  | 34,66 |
| Elías Lafertte Gaviño     | Partito Comunista del Cile  | 2 434   | 0,85  |
| Manuel Hidalgo Plaza      | Sinistra Comunista del Cile | 1 263   | 0,44  |
| Voti dispersi e in bianco | -                           | 861     | 0,30  |
| Totale                    | Totale                      | 285 810 | 100   |